# 반전문학
반전문학(反戰文學)은 전쟁에 반대하는 내용을 소재로 창작되는 문학이다.
주로 전쟁에 참전하거나 전쟁에서 목격한 전황을 작품의 주제로 창작되는 일이 많다.